# Антон Улрих (Брауншвайг-Волфенбютел)
Антон Улрих (на немски: Anton Ulrich; * 4 октомври 1633, Хитцакер; † 27 март 1714, Залцдалум при Волфенбютел) от род Велфи (Нов Дом Брауншвайг), е херцог на Брауншвайг-Люнебург и княз на Брауншвайг-Волфенбютел от 1685 до 1714 г., лирик и писател на романи.

## Живот
Той е вторият син на херцог Август II Млади (1579– 1666) и втората му съпруга Доротея фон Анхалт-Цербст (1607 – 1634), дъщеря на Рудолф фон Анхалт-Цербст (1576 – 1621). Брат е на Рудолф Август (1627 – 1704) и полубрат на Фердинанд Албрехт I (1636 – 1687).
Още като ученик князът пише песни. Той следва в университет в Хелмщет и промовира в теология. На 17 август 1656 г. Антон Улрих се жени за принцеса Елизабет Юлиана фон Холщайн-Норбург (1634 – 1704), дъщеря на Фридрих фон Шлезвиг-Холщайн-Норбург. По този случай той пише първата си пиеса, „Пролетен-балет“ (Frühlings-Ballett).
През 1667 г. по-големият му брат херцог Рудолф Август го назначава за щатхалтер. През 1671 г. двамата завладяват град и крепост Брауншвайг след триседмична обсада. През 1685 г. Антон Улрих е номиниран за херцог и сърегент на брат си с еднакви права.
Антон Улрих е политик, дипломат, поет и основател на музей в Брауншвайг, наречен на него. Той пътува четири пъти до Венеция през 1680-те години.
След смъртта на брат му Рудолф Август на 26 януари 1704 г. Антон Улрих управлява княжеството сам. Съюзява се с Австрия. Омъжва през 1708 г. внучката си Елизабет Кристина, дъщерята на втория му син Лудвиг Рудолф, за брата на император Йозеф I, ерцхерцог Карл Австрийски, от 1711 г. император като Карл VI.
През 1709 г. той става тайно католик. Втората му внучка Шарлота Кристина се омъжва през 1711 г. за великия княз Алексей Петрович, син на руския император Петър I Велики.
Антон Улрих умира на 80 години. Той и съпругата му Елизабет Юлиана са погребани в главната църква „Св. Мария“ във Волфенбютел. Наследен е от най-големия си син, Август Вилхелм.

## Деца
Антон Улрих и Елизабет Юлиана имат 13 деца, от които шест умират преди да станат на една година:
- Август Фридрих (1657 – 1676), убит,
- Елизабет Елеонора (1658 – 1729), до 1675 омъжена за Йохан Георг фон Мекленбург (1629 – 1675), втори път 1681 за Бернхард I фон Саксония-Майнинген
- Анна София (1659 – 1742), до 1677 омъжена за Карл Густав фон Баден-Дурлах
- Леополд Август (1661 – 1662), наследствен принц
- Август Вилхелм (1662 – 1731), женен от 1681 г. за Кристина София фон Брауншвайг-Волфенбютел (1654 – 1695)
- Август Хайнрих (1663 – 1664)
- Август Карл (*/† 1664)
- Август Франц (1665 – 1666)
- Августа Доротея (1666 – 1751), до 1684 омъжена за Антон Гюнтер II фон Шварцбург-Зондерсхаузен
- Амалия Антония (*/† 1668)
- Хенриета Кристина (1669 – 1753), абатиса на Гандерсхайм
- Лудвиг Рудолф (1671 – 1735), до 1690 женен за Кристина Луиза фон Йотинген-Йотинген
- Сибила Розалия (1672 – 1673)

## Произведения

### Романи
- Die Durchleuchtige Syrerinn Aramena. 5 Teile. Hofmann und Gerhard, Nürnberg, 1669, 1673 und 1778 – 80. Umgearbeitet und gekürzt von Sophie Albrecht, 3 Teile, Berlin, 1782 – 1786.
- Octavia. Römische Geschichte. 6 Teile. Hofmann, Knortz und Gerhard, Nürnberg, 1685ff. Umgearbeitet in 6 Teilen, Braunschweig, 1712.

### Лирика
- Hocherleuchtete Geistliche Lieder Einer hohen Personen. 1665.
- ChristFürstliches Davids-Harpfen Spiel. Gerhard, Nürnberg, 1667. Erweitert Weiß, Wolfenbüttel, 1670ff.

### Либрето и пиеси
- Amelinde, Oder: Dy Triumphirende Seele. Stern, Wolfenbüttel, 1657.
- Regier-Kunst-Schatten Oder: Vorstellung etlicher Beschaffenheiten, welche einem Potentaten vorträglich oder nachtheilig seyn können. Stern, Wolfenbüttel, 1658.
- Orpheus aus Thracien. Stern, Wolfenbüttel, 1659.
- Andromeda. Ein Königliches Fräulein aus Aethiopien. Stern, Wolfenbüttel, 1659.
- Des Trojanischen Paridis Urtheil / Von dem Goldenen Apffel der Eridis. 1662.
- Ballett des Tages Oder: Aufblühende Frühlings-Freude. Stern, Wolfenbüttel, 1659.
- Ballet der Natur Oder: Fürstliche Frühlings-Lust. Stern, Wolfenbüttel, 1660.
- Iphigenia. Ein Königliches Fräulein. Stern, Wolfenbüttel, 1661.
- Masquerade Der Hercinie: Oder Lustiger Aufzug deß Hartz-Waldes. Stern, Wolfenbüttel, 1661.
- Des Trojanischen Paridis Urtheil Von dem Goldenen Apffel der Eridis. Wolfenbüttel, 1662.
- Selimena. Bißmarck, Wolfenbüttel, 1663.
- Der Hoffmann Daniel. Wie er bey dem Könige Dario gedienet. Stern, Wolfenbüttel, 1663.
- Ballet der Diana, Oder: Ergetzliche Lust der Diana. Stern, Wolfenbüttel, 1663.
- Die Verstörte Irmenseul; или Das Bekehrte Sachsenland. 1669.

## За него
- Gerhard Dünnhaupt, Anton Ulrich, Herzog zu Braunschweig und Lüneburg. Werk-und Literaturverzeichnis. In: Personalbibliographien zu den Drucken des Barock. Band 1, Hiersemann, Stuttgart, 1990, ISBN 3-7772-9013-0, S. 295 – 313.
- Willi Flemming: Anton Ulrich. В: Neue Deutsche Biographie (NDB). Band 1, Duncker & Humblot, Berlin, 1953, ISBN 3-428-00182-6, S. 316 f. (дигитализация).
- Clemens Heselhaus, Anton Ulrichs Aramena. Triltsch, Würzburg, 1983.
- Wilhelm Hoeck, Anton Ulrich und Elisabeth Christine von Braunschweig-Lüneburg-Wolfenbüttel. Eine durch archivalische Dokumente begründete Darstellung ihres Übertritts zur römischen Kirche. Holle, Wolfenbüttel, 1845.
- Rüdiger Klessmann, Herzog Anton Ulrich – Leben und Regieren mit der Kunst. Herzog Anton Ulrich-Museum, Braunschweig, 1983, ISBN 3-922279-02-3.
- Fritz Mahlerwein, Die Romane des Herzogs Anton Ulrich von Braunschweig-Wolfenbüttel. Frankfurt/Main, 1925.
- Ludwig Ferdinand Spehr: Anton Ulrich (Herzog von Braunschweig-Wolfenbüttel). В: Allgemeine Deutsche Biographie (ADB). Band 1, Duncker & Humblot, Leipzig, 1875, S. 487 – 491.
- Mara R. Wade, The German Baroque Pastoral „Singspiel“. Bern, 1990 (urspr. Diss. Ann Arbor, 1984).
- Stephan Kraft, Geschlossenheit und Offenheit der „Römischen Octavia“ von Herzog Anton Ulrich. „der roman macht ahn die ewigkeit gedencken, denn er nimbt kein endt“. В: Epistemata 483. Würzburg, 2004.